# Clara Louise Burnham
Clara Louse Burnham (Newton, 25 maggio 1854 – Casco Bay, 20 giugno 1927) è stata una scrittrice statunitense, fu autrice di romanzi di successo per l'epoca, come No Gentlemen (1881), che la fece conoscere al grande pubblico.

## Biografia
Figlia del compositore George Frederick Root, per il quale scrisse i testi di molte sue cantate, e di Mary Olive Woodman anche lei musicista, era la prima di sei figli. Sin da piccola si interessò a diversi aspetti della musica, in particolare lo studio del pianoforte, per diventare presto musicista come i suoi genitori. Trasferitasi a Chicago con la famiglia all'età di nove anni, seguì un percorso educativo in scuole sia pubbliche che private, per poi iscriversi all Chicago Musical College. All'età di diciannove anni si sposò con l'avvocato Walter Burnham e in quello stesso periodo uno dei suoi fratelli, Fred, con il quale intratteneva una copiosa corrispondenza, la esortò a dedicarsi alla scrittura. Nonostante i suoi esordi letterari non riscuotessero molto successo né di pubblico né di critica, la Burnham e riuscì a oubblicare un suo primo poema sulla rivista Wide Awake. A partire dalla fine del decennio 1870, altre opere apparvero su diverse riviste, come Youth's Companion e St. Nicholas, spesso con lo pseudonimo di Edith Douglas.

La prima opera di successo è il romanzo No Gentlemen pubblicato nel 1881, al quale seguirono in rapida successione Sane Lunatic del 1882 e Dearly Bought nel 1884. Grazie al suo stile narrativo molto semplice e diretto, alla narrativa fluida, alle trame piuttosto intrecciate e alle vivide descrizioni naturalistiche, i suoi romanzi furono accolti molto positivamente da un vasto pubblico. La maggior parte dei suoi romanzi sono tutti ambientati nel suo amato New England dove l'autrice aveva trascorso la propria infanzia e le vacanze estive.

Nel 1900 rimase vedova e senza figli, e la sua salute divenne sempre più cagionevole. Aderì al movimento religioso della Christian Science sulla quale scrisse A View of Christian Science pubblicato nel 1912.